# باتريك هيو
باتريك هيو (بالإنجليزية: Patrick Vaughan)‏ هو مؤرخ أمريكي، ولد في 1965.